# Edon Zhegrova
Edon Zhegrova (Herford, 31 marzo 1999) è un calciatore kosovaro, attaccante del Lilla e della nazionale kosovara.

## Biografia
È nato a Herford in Germania da genitori albanesi, in fuga dalla Guerra del Kosovo. È cresciuto in Belgio.

## Caratteristiche tecniche
Di ruolo ala, dispone di buona tecnica, e grazie al suo dribbling è in grado di rompere le linee difensive avversarie. Di piede mancino, è anche un buon crossatore.

## Carriera

### Club
Dopo essere cresciuto nelle giovanili del Sint-Truiden, a cui si è unito nel 2015, viene acquistato dal Genk nel 2017, con cui ha esordito in prima squadra il 10 settembre, nella partita pareggiata contro il Gent per 1-1, sostituendo all'80º minuto Ruslan Malinovs'kyj.
Il 4 febbraio 2019 passa in prestito per diciotto mesi al Basilea. Il 22 settembre 2020 fa ritorno al Basilea, questa volta a titolo definitivo. Il 14 gennaio 2022 viene acquistato dal Lilla, con cui firma un quadriennale.

### Nazionale
Aveva la possibilità di vestire la maglia della nazionale albanese essendo appunto di etnia albanese, ma decise dopo tempo di rappresentare la nazionale kosovara. È stato dunque convocato per la prima volta con la nazionale kosovara il 19 marzo 2018, ha esordito il 24 marzo, decidendo con una rete al debutto l'amichevole con il Madagascar.

## Statistiche

### Presenze e reti nei club
Statistiche aggiornate al 5 dicembre 2024.
| Stagione        | Squadra         | Campionato      | Campionato | Campionato | Coppe nazionali | Coppe nazionali | Coppe nazionali | Coppe continentali | Coppe continentali | Coppe continentali | Altre coppe | Altre coppe | Altre coppe | Totale | Totale |
| Stagione        | Squadra         | Comp            | Pres       | Reti       | Comp            | Pres            | Reti            | Comp               | Pres               | Reti               | Comp        | Pres        | Reti        | Pres   | Reti   |
| --------------- | --------------- | --------------- | ---------- | ---------- | --------------- | --------------- | --------------- | ------------------ | ------------------ | ------------------ | ----------- | ----------- | ----------- | ------ | ------ |
| 2017-2018       | Genk            | D1              | 13         | 1          | CB              | 2               | 0               | -                  | -                  | -                  | -           | -           | -           | 15     | 1      |
| 2018-feb. 2019  | Genk            | D1              | 7          | 1          | CB              | 1               | 1               | UEL                | 4                  | 2                  | -           | -           | -           | 12     | 4      |
| Totale Genk     | Totale Genk     | Totale Genk     | 20         | 2          |                 | 3               | 1               |                    | 4                  | 2                  |             | -           | -           | 27     | 5      |
| feb.-giu. 2019  | Basilea         | SL              | 8          | 0          | CS              | 1               | 0               | UCL+UEL            | -                  | -                  | -           | -           | -           | 9      | 0      |
| 2019-2020       | Basilea         | SL              | 10         | 2          | CS              | 1               | 0               | UCL+UEL            | 0+3                | 0                  | -           | -           | -           | 14     | 2      |
| 2020-2021       | Basilea         | SL              | 30         | 5          | CS              | 1               | 0               | UEL                | 1                  | 0                  | -           | -           | -           | 32     | 5      |
| 2021-gen. 2022  | Basilea         | SL              | 12         | 2          | CS              | 0               | 0               | UECL               | 7                  | 2                  | -           | -           | -           | 19     | 4      |
| Totale Basilea  | Totale Basilea  | Totale Basilea  | 60         | 9          |                 | 3               | 0               |                    | 11                 | 2                  |             | -           | -           | 74     | 11     |
| gen.-giu. 2022  | Lilla           | L1              | 13         | 2          | CF              | -               | -               | UCL                | 1                  | 0                  | -           | -           | -           | 14     | 2      |
| 2022-2023       | Lilla           | L1              | 22         | 3          | CF              | 3               | 1               | -                  | -                  | -                  | -           | -           | -           | 25     | 4      |
| 2023-2024       | Lilla           | L1              | 33         | 6          | CF              | 3               | 3               | UECL               | 11                 | 3                  | -           | -           | -           | 47     | 12     |
| 2024-2025       | Lilla           | L1              | 11         | 4          | CF              | -               | -               | UCL                | 9                  | 4                  | -           | -           | -           | 20     | 8      |
| Totale Lille    | Totale Lille    | Totale Lille    | 79         | 15         |                 | 6               | 4               |                    | 21                 | 7                  |             | -           | -           | 106    | 26     |
| Totale carriera | Totale carriera | Totale carriera | 159        | 26         |                 | 12              | 5               |                    | 36                 | 11                 |             | -           | -           | 207    | 42     |

### Cronologia presenze e reti in nazionale
| Cronologia completa delle presenze e delle reti in nazionale ― Kosovo | Cronologia completa delle presenze e delle reti in nazionale ― Kosovo | Cronologia completa delle presenze e delle reti in nazionale ― Kosovo | Cronologia completa delle presenze e delle reti in nazionale ― Kosovo | Cronologia completa delle presenze e delle reti in nazionale ― Kosovo | Cronologia completa delle presenze e delle reti in nazionale ― Kosovo | Cronologia completa delle presenze e delle reti in nazionale ― Kosovo | Cronologia completa delle presenze e delle reti in nazionale ― Kosovo |
| Data                                                                  | Città                                                                 | In casa                                                               | Risultato                                                             | Ospiti                                                                | Competizione                                                          | Reti                                                                  | Note                                                                  |
| --------------------------------------------------------------------- | --------------------------------------------------------------------- | --------------------------------------------------------------------- | --------------------------------------------------------------------- | --------------------------------------------------------------------- | --------------------------------------------------------------------- | --------------------------------------------------------------------- | --------------------------------------------------------------------- |
| 24-3-2018                                                             | Franconville                                                          | Kosovo                                                                | 1 – 0                                                                 | Madagascar                                                            | Amichevole                                                            | 1                                                                     | 80’                                                                   |
| 27-3-2018                                                             | Franconville                                                          | Kosovo                                                                | 2 – 0                                                                 | Burkina Faso                                                          | Amichevole                                                            | -                                                                     | 45’                                                                   |
| 29-5-2018                                                             | Zurigo                                                                | Albania                                                               | 0 – 3                                                                 | Kosovo                                                                | Amichevole                                                            | 1                                                                     | 87’                                                                   |
| 7-9-2018                                                              | Baku                                                                  | Azerbaigian                                                           | 0 – 0                                                                 | Kosovo                                                                | UEFA Nations League 2018-2019 - 1º turno                              | -                                                                     | 63’                                                                   |
| 10-9-2018                                                             | Pristina                                                              | Kosovo                                                                | 2 – 0                                                                 | Fær Øer                                                               | UEFA Nations League 2018-2019 - 1º turno                              | -                                                                     | 78’                                                                   |
| 11-10-2018                                                            | Pristina                                                              | Kosovo                                                                | 3 – 1                                                                 | Malta                                                                 | UEFA Nations League 2018-2019 - 1º turno                              | -                                                                     |                                                                       |
| 14-10-2018                                                            | Tórshavn                                                              | Fær Øer                                                               | 1 – 1                                                                 | Kosovo                                                                | UEFA Nations League 2018-2019 - 1º turno                              | -                                                                     | 74’                                                                   |
| 20-11-2018                                                            | Pristina                                                              | Kosovo                                                                | 4 – 0                                                                 | Azerbaigian                                                           | UEFA Nations League 2018-2019 - 1º turno                              | -                                                                     | 74’                                                                   |
| 21-3-2019                                                             | Pristina                                                              | Kosovo                                                                | 2 – 2                                                                 | Danimarca                                                             | Amichevole                                                            | -                                                                     | 46’                                                                   |
| 25-3-2019                                                             | Pristina                                                              | Kosovo                                                                | 1 – 1                                                                 | Bulgaria                                                              | Qual. Euro 2020                                                       | -                                                                     | 59’                                                                   |
| 7-6-2019                                                              | Podgorica                                                             | Montenegro                                                            | 1 – 1                                                                 | Kosovo                                                                | Qual. Euro 2020                                                       | -                                                                     | 39’                                                                   |
| 10-6-2019                                                             | Sofia                                                                 | Bulgaria                                                              | 2 – 3                                                                 | Kosovo                                                                | Qual. Euro 2020                                                       | -                                                                     | 76’                                                                   |
| 7-9-2019                                                              | Pristina                                                              | Kosovo                                                                | 2 – 1                                                                 | Rep. Ceca                                                             | Qual. Euro 2020                                                       | -                                                                     | 56’                                                                   |
| 10-10-2019                                                            | Pristina                                                              | Kosovo                                                                | 1 – 0                                                                 | Gibilterra                                                            | Amichevole                                                            | -                                                                     | 46’                                                                   |
| 14-10-2019                                                            | Pristina                                                              | Kosovo                                                                | 2 – 0                                                                 | Montenegro                                                            | Qual. Euro 2020                                                       | -                                                                     | 88’                                                                   |
| 14-11-2019                                                            | Plzeň                                                                 | Rep. Ceca                                                             | 2 – 1                                                                 | Kosovo                                                                | Qual. Euro 2020                                                       | -                                                                     | 77’ 90+2’                                                             |
| 17-11-2019                                                            | Pristina                                                              | Kosovo                                                                | 0 – 4                                                                 | Inghilterra                                                           | Qual. Euro 2020                                                       | -                                                                     | 73’                                                                   |
| 8-10-2020                                                             | Skopje                                                                | Macedonia del Nord                                                    | 2 – 1                                                                 | Kosovo                                                                | Qual. Euro 2020                                                       | -                                                                     | 64’                                                                   |
| 11-10-2020                                                            | Pristina                                                              | Kosovo                                                                | 0 – 1                                                                 | Slovenia                                                              | UEFA Nations League 2020-2021 - 1º turno                              | -                                                                     | 89’                                                                   |
| 11-11-2020                                                            | Elbasan                                                               | Albania                                                               | 2 – 1                                                                 | Kosovo                                                                | Amichevole                                                            | -                                                                     | 46’                                                                   |
| 15-11-2020                                                            | Lubiana                                                               | Slovenia                                                              | 2 – 1                                                                 | Kosovo                                                                | UEFA Nations League 2020-2021 - 1º turno                              | -                                                                     | 90+1’ 90+4’                                                           |
| 18-11-2020                                                            | Pristina                                                              | Kosovo                                                                | 1 – 0                                                                 | Moldavia                                                              | UEFA Nations League 2020-2021 - 1º turno                              | -                                                                     | 83’                                                                   |
| 10-11-2021                                                            | Pristina                                                              | Kosovo                                                                | 0 – 2                                                                 | Giordania                                                             | Amichevole                                                            | -                                                                     | 46’                                                                   |
| 14-11-2021                                                            | Amarousio                                                             | Grecia                                                                | 1 – 1                                                                 | Kosovo                                                                | Qual. Mondiali 2022                                                   | -                                                                     | 46’                                                                   |
| 24-3-2022                                                             | Pristina                                                              | Kosovo                                                                | 5 – 0                                                                 | Burkina Faso                                                          | Amichevole                                                            | -                                                                     | 58’                                                                   |
| 29-3-2022                                                             | Zurigo                                                                | Svizzera                                                              | 1 – 1                                                                 | Kosovo                                                                | Amichevole                                                            | -                                                                     | 68’                                                                   |
| 2-6-2022                                                              | Larnaca                                                               | Cipro                                                                 | 0 – 2                                                                 | Kosovo                                                                | UEFA Nations League 2022-2023 - 1º turno                              | 1                                                                     |                                                                       |
| 5-6-2022                                                              | Pristina                                                              | Kosovo                                                                | 0 – 1                                                                 | Grecia                                                                | UEFA Nations League 2022-2023 - 1º turno                              | -                                                                     | 90+3’                                                                 |
| 25-3-2023                                                             | Tel Aviv                                                              | Israele                                                               | 1 – 1                                                                 | Kosovo                                                                | Qual. Euro 2024                                                       | -                                                                     | 67’                                                                   |
| 28-3-2023                                                             | Pristina                                                              | Kosovo                                                                | 1 – 1                                                                 | Andorra                                                               | Qual. Euro 2024                                                       | 1                                                                     | 46’ 60’                                                               |
| 16-6-2023                                                             | Pristina                                                              | Kosovo                                                                | 0 – 0                                                                 | Romania                                                               | Qual. Euro 2024                                                       | -                                                                     | 46’                                                                   |
| 19-6-2023                                                             | Budapest                                                              | Bielorussia                                                           | 2 – 1                                                                 | Kosovo                                                                | Qual. Euro 2024                                                       | -                                                                     | 46’                                                                   |
| 9-9-2023                                                              | Pristina                                                              | Kosovo                                                                | 2 – 2                                                                 | Svizzera                                                              | Qual. Euro 2024                                                       | -                                                                     | 46’                                                                   |
| 12-9-2023                                                             | Bucarest                                                              | Romania                                                               | 2 – 0                                                                 | Kosovo                                                                | Qual. Euro 2024                                                       | -                                                                     | 64’                                                                   |
| 22-3-2024                                                             | Erevan                                                                | Armenia                                                               | 0 – 1                                                                 | Kosovo                                                                | Amichevole                                                            | -                                                                     | 68’                                                                   |
| 26-3-2024                                                             | Budapest                                                              | Ungheria                                                              | 2 – 0                                                                 | Kosovo                                                                | Amichevole                                                            | -                                                                     | 64’                                                                   |
| 5-6-2024                                                              | Oslo                                                                  | Norvegia                                                              | 3 – 0                                                                 | Kosovo                                                                | Amichevole                                                            | -                                                                     |                                                                       |
| 6-9-2024                                                              | Pristina                                                              | Kosovo                                                                | 0 – 3                                                                 | Romania                                                               | UEFA Nations League 2024-2025 - 1º turno                              | -                                                                     | 50’ 81’                                                               |
| 12-10-2024                                                            | Kaunas                                                                | Lituania                                                              | 1 – 2                                                                 | Kosovo                                                                | UEFA Nations League 2024-2025 - 1º turno                              | 1                                                                     |                                                                       |
| 15-10-2024                                                            | Pristina                                                              | Kosovo                                                                | 3 – 0                                                                 | Cipro                                                                 | UEFA Nations League 2024-2025 - 1º turno                              | -                                                                     | 8’ 67’                                                                |
| 15-11-2024                                                            | Bucarest                                                              | Romania                                                               | 3 – 0 tav                                                             | Kosovo                                                                | UEFA Nations League 2024-2025 - 1º turno                              | -                                                                     | [ 21 ]                                                                |
| 18-11-2024                                                            | Pristina                                                              | Kosovo                                                                | 1 – 0                                                                 | Lituania                                                              | UEFA Nations League 2024-2025 - 1º turno                              | -                                                                     | 79’                                                                   |
| Totale                                                                |                                                                       | Presenze (8º posto)                                                   | 42                                                                    |                                                                       | Reti (5º posto)                                                       | 5                                                                     |                                                                       |